# 射水市新湊中央文化会館
射水市新湊中央文化会館（いみずししんみなとちゅうおうぶんかかいかん）は、富山県射水市三日曽根3-23に所在するホール・文化施設である。
愛称の高周波文化ホール（こうしゅうはぶんかほーる）の名前の由来は、地元の「日本高周波鋼業富山製造所」のネーミングライツによるものである。

## 概要
新湊市市制30周年記念事業として1981年（昭和56年）10月27日に『新湊市中央文化会館』として開館。指定管理者として、公益財団法人射水市文化振興財団が運営管理している。SRC構造3階建て延床面積9,957.91m2（うち新湊図書館2,003m2）。
富山県西部最大規模の大ホール、小ホール、ホワイエ、展示室、練習室、瑞新庵（裏千家の千宗家家元が直接監修した数寄屋造の茶室）などからなる。2階には射水市新湊図書館、3階には射水市中央公民館が併設されている。
ホワイエの天窓に配されたステンドグラスは、ふるさとの太陽と虹、曳山祭りの山車をデザインした作品で地元出身の作家、大伴二三弥氏によるものである。
駐車場は230台完備。
大ホール
- 舞台（間口18m、奥行15m、高さ8m）[3]
- 客席全1,220席[3]（うちオケピット150席[5]、射水市内最大のキャパシティ[5]）
- 舞台形式 - プロセニアム[3]
- 舞台面積 - 306m2[4]

小ホール
- 舞台（間口11m、奥行9m、高さ5m）[3]
- 客席全394席[3]
- 舞台形式 - プロセニアム[3]
- 舞台面積 - 132m2[4]

展示室
- 面積 - 367m2[4]

## 交通アクセス
- 万葉線新町口駅より徒歩約5分[5]。